# Карища
Карища (на албански: Qarrishtë или Qarrishta, Карищъ) е село в Албания, област Елбасан, община Либражд. Селото е разположено високо в западните склонове на планината Ябланица на границата със Северна Македония срещу село Горна Белица.
Иконостасът, владишкият трон и амвонът на църквата в Карища са дело на Тодор Петков (1886 – 1887).